# Apollonienmarkt (Stralsund)

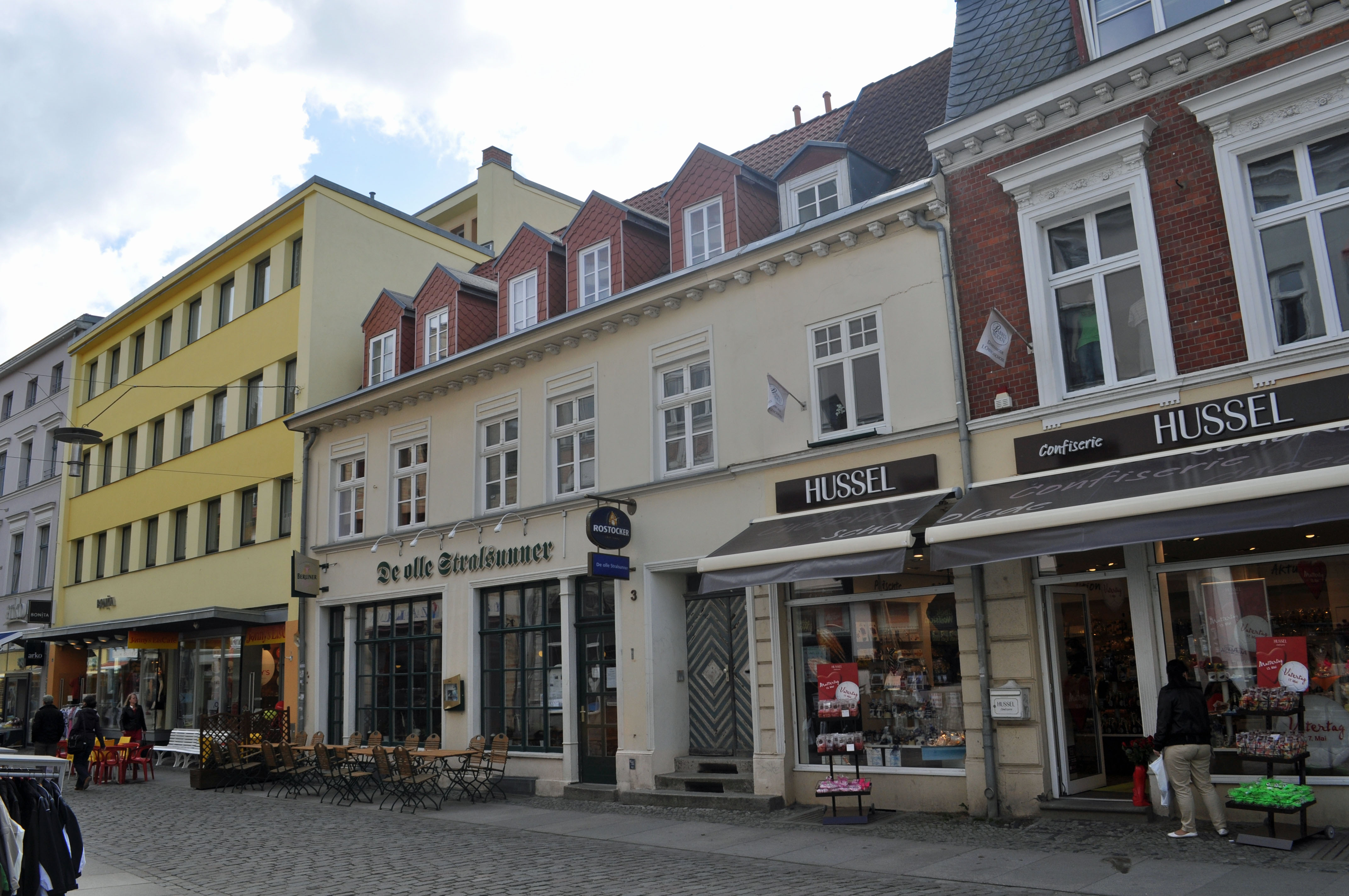
Blick in die Straße Apollonienmarkt in Stralsund (2012)

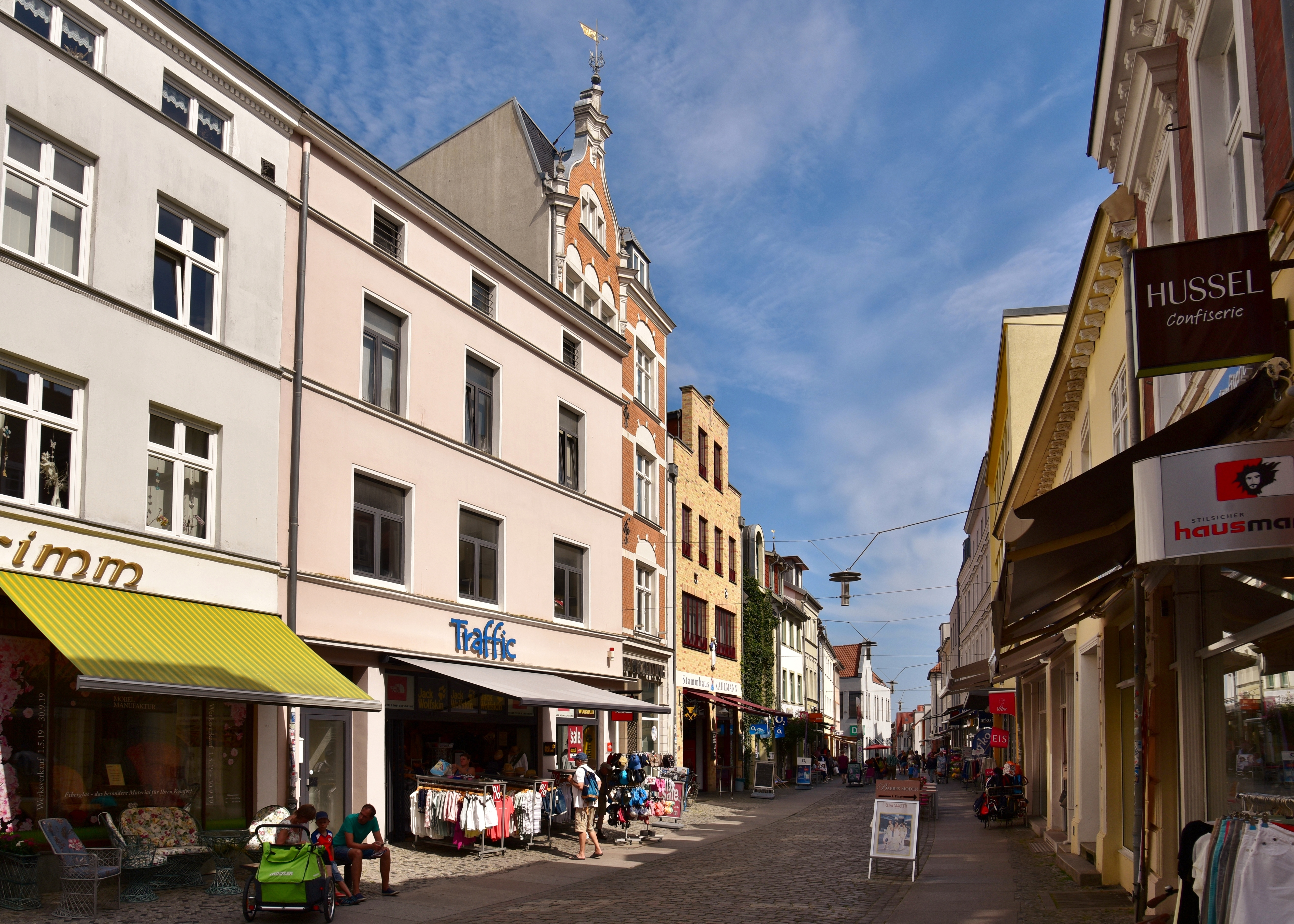
Apollonienmarkt (2019)

Die Straße Apollonienmarkt  im Stadtgebiet Altstadt in Stralsund verbindet die Mönchstraße am Abzweig Katharinenberg mit der Kreuzung Ossenreyerstraße, Papenstraße und Judenstraße. Sie gehört zum Kerngebiet des UNESCO-Welterbes Historische Altstädte Stralsund und Wismar.
Die Straße wurde unter diesem Namen erstmals urkundlich im Stadtkataster von 1789 erwähnt.
Zunächst hieß die Straße zwischen der Mönchstraße und der Filterstraße bis in das 16. Jahrhundert Pumperstraße. Später wurde ein Teil dieser Straße zur Papenstraße gezogen. Der verbleibende Abschnitt zwischen Mönchstraße und Ossenreyerstraße erhielt den Namen Plunnenmarkt, was darauf hindeutet, dass hier Plünnen, also minderwertige Kleider verkauft wurden. Eine weitere Bezeichnung war um das Jahr 1500 auch Pelzerstraße nach den hier ansässigen Handwerkern, die Schaffelle verarbeiteten. Bei der Ausfertigung des Stadtkatasters von 1789 war die Bezeichnung Plünnen möglicherweise nicht mehr bekannt, oder nicht gewollt. Der Verfasser des Katasters wählte jedenfalls den Namen Apollonienmarkt, abgeleitet von Plonnie (niederdeutsch für Apollonia); möglicherweise war die Apollonienkapelle in der Marienstraße nahe der Marienkirche Namensgeberin.
Von den Häusern entlang des Apollonienmarkts stehen drei unter Denkmalschutz (siehe auch Liste der Baudenkmale in Stralsund), nämlich die Häuser Apollonienmarkt 1, Apollonienmarkt 3 und Apollonienmarkt 16.